# Swedenborgita
La swedenborgita és un mineral de la classe dels òxids. Rep el seu nom d'Emanuel Swedenborg (1688-1772), científic, filòsof i escriptor religiós suec.

## Característiques
La swedenborgita és un òxid de fórmula química NaBe₄Sb5+O₇. Cristal·litza en el sistema hexagonal, formant cristalls prismàtics curts. La seva duresa a l'escala de Mohs és 8.
Segons la classificació de Nickel-Strunz, la swedenborgita pertany a «04.AB: Òxids amb proporció Metall:Oxigen = 2,1 i 1:1, amb M:O = 1:1 (i fins a 1:1,25); amb cations grans» juntament amb els següents minerals: brownmil·lerita, srebrodolskita, montroydita, litargiri, romarchita i massicot.

## Formació i jaciments
Es troba en skarn d'un dipòsit mineral de ferro i manganès metamorfosats. Va ser descoberta l'any 1924 a Långban, Filipstad (Värmland, Suècia), l'únic indret on se n'ha trobat. Sol trobar-se associada a altres minerals com: richterita, manganofil·lita, hematites, calcita i bromellita.